# Aargau Verkehr
Aargau Verkehr AG (AVA), basée à Aarau, est une entreprise de transport en Suisse. Elle est née de la fusion de deux entreprises la BDWM Transport AG (BDWM) et la Wynental- und Suhrentalbahn (WSB), pour former la nouvelle entité AVA (Aargau Verkehr AG). Les deux entreprises sont détenues majoritairement par le secteur public, en particulier le canton d'Argovie.

## Historique
A l'automne 2016, le gouvernement du Canton d'Argovie a décidé de fusionner les deux entreprises et le 19 juin 2018, les assemblées générales des deux compagnies BDWM et WSB acceptent la fusion. La nouvelle compagnie est détenue à 45% par le canton. La Confédération Suisse détient le 33,25 % des actions et la ville d'Aarau en possède 5.73%.

## Services
La plus longue ligne de AVA (Aargau Verkehr AG) est la S 17 du réseau RER de Zurich. Cette ligne de train (écartement voie métrique - 1200 V CC) circule de Dietikon à Wohlen (Argovie). Cette ligne parcourt plus de 16 km et a 20 arrêts. 
En 2022, la mise en service de la Limmattalbahn entre Bhf Altstetten et Killwangen-Spreitenbach est prévu. Elle sera exploitée par la Aargau Verkehr et portera le numéro de ligne 20.

## Matériel roulant

### Ligne 1
Dietikon - Wohlen
Au 1er septembre 2020 le parc moteur est constitué de 14 automotrices Diamant ABe 4/8 à trois caisses livrée par Stadler Rail entre 2009 et 2010 d'une puissance 1200 kW, de deux motrices historiques BDe 4/4 à une caisse, construites en 1928 et de deux locomotives diesel Tm 2/2 construites en 1967.

### Ligne 2
Schöftland - Aarau - Menziken
En janvier 2019, le premier train d'une nouvelle série de type ABe 4/12 3 caisses et de 60 mètres, dénommée Saphir, pour le service entre Aarau et Menziken ou Schöftland a été livré par Stadler Rail puis les autres jusqu'en décembre 2019.
Au 1er septembre 2020, le parc est donc constitué de 12 automotrices Be 4/4 construite en 1979, de 12 automotrices ABe 4/8 construites en 1993 et de cinq automotrices Saphir. La compagnie possède également 11 voitures-pilotes ABt livrées par Stadler Rail entre 2008 et 2009. 